# Mathias Bernath
Mathias Bernath (geboren 11. Oktober 1920 in Segenthau, Rumänien; gestorben 10. Oktober 2013 in Dießen am Ammersee) war ein deutscher Südosteuropahistoriker.   

## Leben
Mathias Bernath wurde in der deutschen Bevölkerung des Banats geboren. Er sprach Deutsch, Rumänisch, Ungarisch und Serbisch. Er machte 1939 am Lyzeum „Moise Nicoară“ in Arad das Abitur. 1942 studierte er in Berlin Geschichte und Romanistik. Nach Ende des Zweiten Weltkriegs geriet er als Displaced Person in die Französische Zone und studierte Geschichte an der Universität Mainz, wo er 1951 zum Thema „Die auswärtige Politik Nassaus 1805–1812“ promoviert wurde. Er arbeitete für die Agence France-Presse in Bonn und war seit 1953 als Stipendiat und dann als Assistent beim Altrusslandhistoriker Werner Philipp an der Freien Universität Berlin beschäftigt.
Bernath wurde 1960 als Nachfolger des verstorbenen Fritz Valjavec Direktor des Südost-Instituts und Herausgeber der  Veröffentlichungen des Institutes zur Erforschung des deutschen Volkstums im Süden und Südosten in München und des Institutes für ostbairische Heimatforschung in Passau. Auch die Periodika Südost-Forschungen und Südosteuropa wurden von ihm bis 1990 herausgegeben.   
Bernath wurde 1971 auf die neuerrichtete Professur für Südosteuropäische Geschichte an der FU Berlin berufen und hatte den Lehrstuhl bis 1986 zusätzlich zu seinen Verpflichtungen in München inne. Bernath starb an seinem Wohnort am Ammersee.

## Schriften (Auswahl)
- Die auswärtige Politik Nassaus 1805–1812. Ein Beitrag zur Geschichte des Rheinbundes und der politischen Ideen am Mittelrhein zur Zeit Napoleons. In: Nassauische Annalen. Band 63, 1952, S. 106–191, (Auszüge der Dissertation von 1951, Universität Mainz).
- Habsburg und die Anfänge der rumänischen Nationsbildung (= Studien zur Geschichte Osteuropas. 15, ISSN 0081-7317). E. J. Brill, Leiden 1972, (Habilitationsschrift).
- als Herausgeber: Biographisches Lexikon zur Geschichte Südosteuropas. 4 Bände. Oldenbourg, München 1974–1981, (Online-Version).
- als Herausgeber: Historische Bücherkunde Südosteuropa. Band 1: Mittelalter (= Südosteuropäische Arbeiten. 76, 1–2). Teil 1–2. Oldenbourg, München 1978–1980, ISBN 3-486-48591-1 (Tl. 1), ISBN 3-486-49841-X (Tl. 2).